# Cantonul Bourges-5
Cantonul Bourges-5 este un canton din arondismentul Bourges, departamentul Cher, regiunea Centru, Franța.

## Comune
| Comune  | Populație (1999) | Cod poștal | Cod INSEE |
| ------- | ---------------- | ---------- | --------- |
| Bourges | 72.480 (1)       | 18000      | 18033     |